# Itoplectis marianneae
Itoplectis marianneae är en stekelart som beskrevs av Ian D. Gauld 1991. Itoplectis marianneae ingår i släktet Itoplectis och familjen brokparasitsteklar. Inga underarter finns listade i Catalogue of Life.